# آرثر هاميلتون
آرثر هاميلتون (بالإنجليزية: Arthur Hamilton) هو كاتب أغاني أمريكي، ولد في 1926 في سياتل في الولايات المتحدة.

## وصلات خارجية
- آرثر هاميلتون على موقع IMDb (الإنجليزية)
- آرثر هاميلتون على موقع ميوزك برينز (الإنجليزية)
- آرثر هاميلتون على موقع أول ميوزيك (الإنجليزية)
- آرثر هاميلتون على موقع ديسكوغز (الإنجليزية)